# Verdict
Verdict és una pel·lícula dramàtica i de ficció criminal filipina del 2019 dirigida per Raymund Ribay Gutierrez. Va ser seleccionada com a entrada filipina per l'Oscar a la millor pel·lícula de parla no anglesa als Premis Oscar de 2019, però no va ser nominada.

## Argument
Una dona demana justícia després que ella i la seva filla siguin víctimes d'abús domèstic.

## Repartiment
- Max Eigenmann - Joy Santos
- Kristoffer King - Dante Santos
- Jordhen Suan - Angel Santos
- Rene Durian - Jutge

## Estrena
Verdict es va projectar del 5 al 15 de setembre de 2019 com a part del Festival Internacional de Cinema de Toronto de 2019. La pel·lícula es va projectar a cinemes selectes de les Filipines del 13 al 19 de setembre de 2019 com a part del festival de cinema Pista ng Pelikulang Pilipino.

## Recepció
La pel·lícula va rebre el premi especial del jurat (Horizons) al 76a Mostra Internacional de Cinema de Venècia i va ser l'única pel·lícula del sud-est asiàtic que va aparèixer al festival de cinema. També va rebre el premi al millor guió de la secció oficial en la IX edició de l'Asian Film Festival Barcelona.